# 吉姆·克勞法

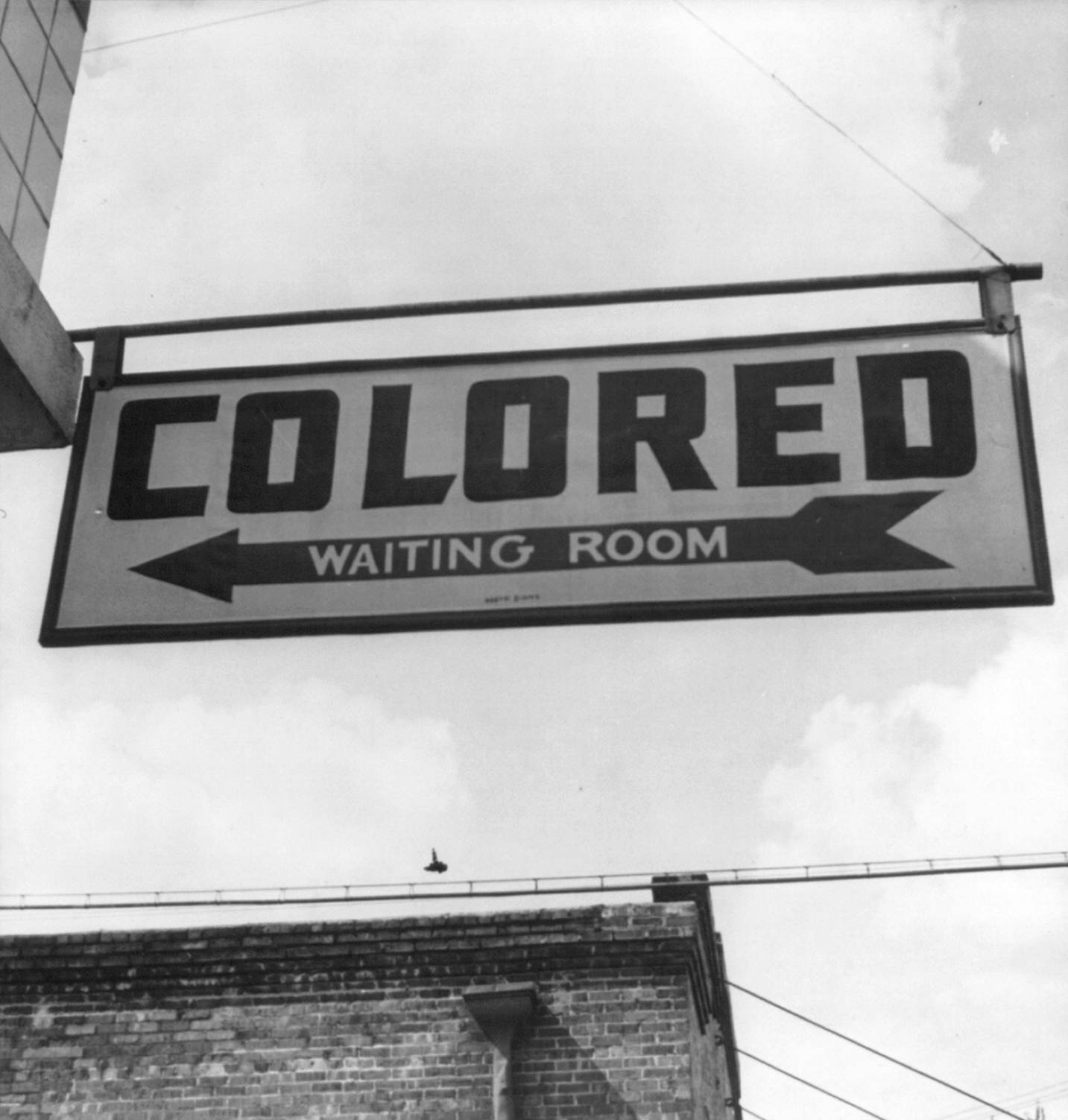
1943年喬治亞州羅馬的「有色人種等候室」招牌

吉姆·克勞法（英語：Jim Crow laws） 1876年至1965年間美國南部各州以及邊境各州對有色人種（主要針對非洲裔美國人，但同時也包含其他族群）實行種族隔離制度的法律。這些法律上的種族隔離強制公共設施必須依照種族的不同而隔離使用，且在隔離但平等的原則下，種族隔離被解釋為不違反憲法保障的同等保護權，因此得以持續存在。但事實上黑人所能享有的部份與白人相較往往是較差的，而這樣的差別待遇也造成了黑人長久以來處於經濟、教育及社會上較為弱勢的地位。

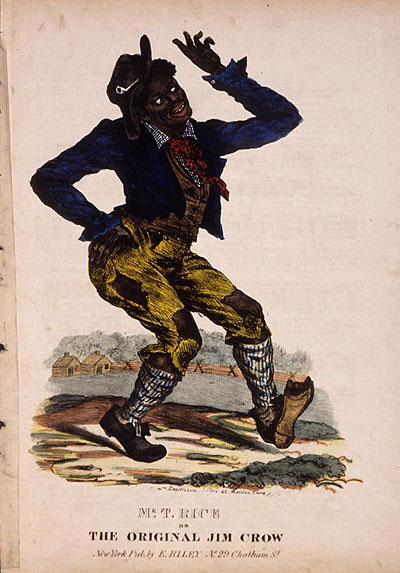
早期《蹦跳的吉姆·克劳》音乐封面（约1832年）

1865年至1876年的重建時期，聯邦法律為南方的自由黑人提供一定程度的民權保護。重建時期結束後，南方各州政府、立法機構及法院重新被南方白人所掌控，一系列吉姆·克勞法被通過，擴大用來隔離其他非白人種族。 例如1930年代的匹茲堡，白人將非裔美國人拖出公用游泳池，除非他們出示沒有得病的健康證明；一個世代後，1950年代洛杉磯的一些拉丁社群中，墨西哥裔美國人只能在星期一（當時稱為墨西哥日）游泳，之後泳池會把水排掉重新注水只供白人使用。
1945年後，非裔美國人民權運動興起，民權團體用聯邦法律來抵抗吉姆·克勞法。例如著名的「布朗訴托皮卡教育局案」（1954年），由第14任美国首席大法官厄尔·沃伦领导的美國最高法院通过判決，九位大法官一致同意終止了公立學校中的種族隔離。而后，沃伦法院进一步在不同案件中逐步废除了吉姆·克勞法，主要包括亚特兰大之心汽车旅馆诉美国案（1965年）。而美國國會也在1964年通過《1964年民權法案》及《1965年投票權法案》，禁止法律上有任何形式的種族隔離和歧視政策，吉姆·克勞法在法律層面上正式走入歷史。

## 词源
早在1892年，“吉姆·克劳法”此一名詞就出现在《纽约时报》关于南方投票法案的报道上。短语“吉姆·克劳”的出处常常被认为是来自1832年一套讽刺安德鲁·杰克逊民粹主义政策的音樂劇《蹦跳的吉姆·克劳》，當中黑人主角吉姆·克劳由白人托马斯·D·赖斯變裝飾演，因此六年後“吉姆·克劳”開始成为“黑人”的代名词。十九世纪南方立法机构针对黑人颁布种族隔离法案时亦因此被称为吉姆·克劳法。

## 法案之初

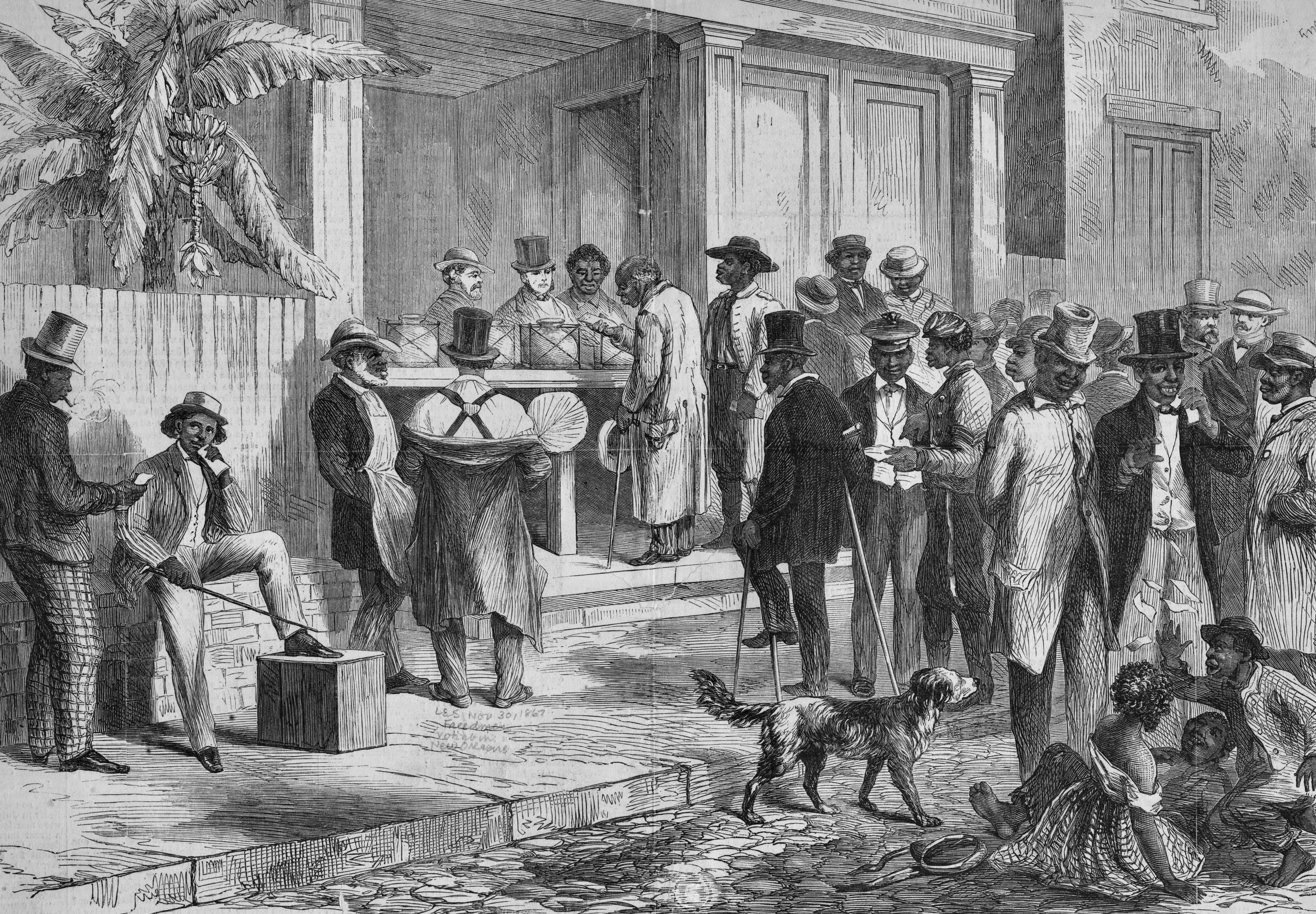
自由人在新奥尔良投票，1867

在1865–1877年重建年代，联邦法案为所有南方自由人提供公民权的保护，包括从前为奴的非裔美国人。在十九世纪七十年代，隨著聯邦軍隊撤出，民主党开始在南方州议会重获权力，用叛乱民兵，如白色联盟、红衫军来干扰共和党组织，将共和党官员逐出城，恐吓黑人、阻挠他们参选。大量弊案出现。路易斯安那竞选州长被争议多年，从1868年起针对黑人的暴力活动四起。到了1877年，竞选总统失敗的民主党和共和党协议获得南方支持，导致共和党政府将最后的联邦军队撤出南方，換取執政權。民主党白人在所有南方诸州重获政治权力。这些保守的民主党赎买政府颁布吉姆·克劳法案，将黑人从白人群体中隔离开来。
在十九世纪八十年代时，黑人依然可以被选获得地方官职，但当民主党颁布法律，将投票条件抬高时，使得很多黑人和贫穷的白人无法参选。从1890年到1910年，从密西西比州开始，前邦联州10/11个州颁布新法或是修正案，有效地剥夺了众多黑人和数以千记贫穷白人的选举权，方法是人头税、文化考试、户口和档案。祖父条款暂时允许某些没有受过教育的白人投票，但是该法案将绝大多数黑人排除在外。
这一系列措施导致的结果是南方投票人数大幅度下降。例如，在阿拉巴马州，数以千計的贫穷白人失去了投票权利。到了1900年，在路易斯安那州，虽然黑人占全州人口的绝大多数，但是他们可以投票的人数降低到了5,320人。到了1910年，只有730名黑人得到注册，比例少于0.5%。“在全州60个选区的27个里，没有一名黑人报名；在9个选区中，只有一名黑人报名。”在北卡罗来纳州，积累效应是在1896－1904年间，黑人选民被完全排除在外。他们的中产阶级成长缓慢。在北卡罗来纳州和其它南方诸州，出现了隐身效用：“被剥夺权利的在数十年间，白人優越主義运动将黑人中产阶级从北卡罗来纳白人的脑海中抹去。”
被剝奪投票权的人无法出庭作证，无法担任地方公职。他们很快消失在政治生活当中，无法对州立法施加影响，他们的利益被忽略。重建法案首次在南方大多数州郡设立了公立学校；相对于白人学校来说，黑人学校的款项总是稀少，即便是战后南方经济紧缩，棉花价格走低时也是如此。
和学校一样，吉姆·克劳公共图书馆也被资源不够的问题所困扰，常常收到旧书或是其它二手货。在南方，直到二十世纪早期，这些机构才为非裔美国人开设。由于吉姆·克劳法的影响，图书馆只是偶尔可用。在二十世纪以前，许多为黑人开设的图书馆是学校的附属图书馆。对黑人和白人开放的图书馆常由中产阶级活动分子或卡内基基金赞助而成。然而，大多数设施只为白人服务。
有时，进步行动会尝试减少选举弊案，如南卡罗来纳州的八盒法，旨在为未受过教育的黑人和白人选民制定，因为他们常难以遵守规矩。在进步时代(1890s–1920s)期间，非裔美国人从总人口中被隔离已经合法化、正式化，它也开始成为习俗。例如，吉姆·克劳法并没有公开禁止黑人参与运动或是其它休闲项目。法案导致文化上的隔离。
在吉姆·克劳法的影响下，美国1912年总统选举极其残忍地打击黑人的利益（在共和黨分裂的情況下，民主黨的伍德羅·威爾遜當選總統，其後他在聯邦政府部門全面恢復實施种族隔离）。大多数黑人依然居住在南方，被剥夺了权利，无法投票。而人头税和教育要求使得很多贫穷的、缺乏教育的美国人无法参选，这些措施的漏洞导致很多貧窮白人也无法达到要求。例如，在俄克拉荷马州，任何在1866年前获准投票，或是与之相关的人（一种“祖父条款”，即祖父是美國原居民）都无需经过文化考试；当时所有获准投票的都是白人男子。白人成功地逃脱了文化考试，而黑人则被法案排除在外。
伍德罗·威尔逊是来自新泽西州的民主党人，是内战后第一个出身南方的总统。他让南方人组织内阁。虽然内战后华盛顿特区和联邦办公室是整合政府，很多人迅速开始在办公室进行种族隔离。例如，在1913年，总统任命的美国财政部长威廉·吉布斯·麦卡杜发表关于黑人和白人妇女在一个政府办公室内工作的言论：“我肯定这侵犯了白人妇女的权益。白人妇女在办公机器上工作时，不应该有白人妇女作为同伴吗？”
威尔逊在联邦政府内实施种族隔离政策，不顾众多非裔领袖和团体的抗议。他之所以任命种族隔离主义者是因为他坚信种族隔离最符合黑人和白人的利益。1913年7月4日葛底斯堡纪念林肯演讲五十周年庆典上，就“人人生来平等”的论断，威尔逊对群众们说：
合众国变得多么完备，她对我们多么重要，多么无可置疑，多么温良宏伟，一个又一个州加入我们自由人所组成的大家庭！
与威尔逊的态度截然相反的是《华盛顿蜂报》，社论质疑1913年“重逢”是那些为“消灭奴隶制”的战士们团聚，还是“维护奴隶制，用尽手段来为其辩护”者宣称废奴宣言的失败。一个历史学家注意到1913年葛底斯堡威尔逊的“和平聚会”是个“吉姆·克劳聚会，白人优越主义可是被称之为庆典背后沉默的、看不见的主人。”
吉姆·克劳法是南方基地的产物。南方民主党的保守势力用尽种族恐怖、攻击共和党重建政府的腐败(或真或假)，用暴力和恐吓的手段压制黑人竞选，并在近100年间控制南方。他们在十九世纪末通过修改选举法，剥夺黑人选举权。在1956年，南方為反抗最高法院在《布朗訴托皮卡教育局案》的判决，导致了南方宣言。它在“国会记录”上被宣读，受到96名南方议员的支持，除了两人以外都是南方民主党人。

## 历史发展

### 早期反抗

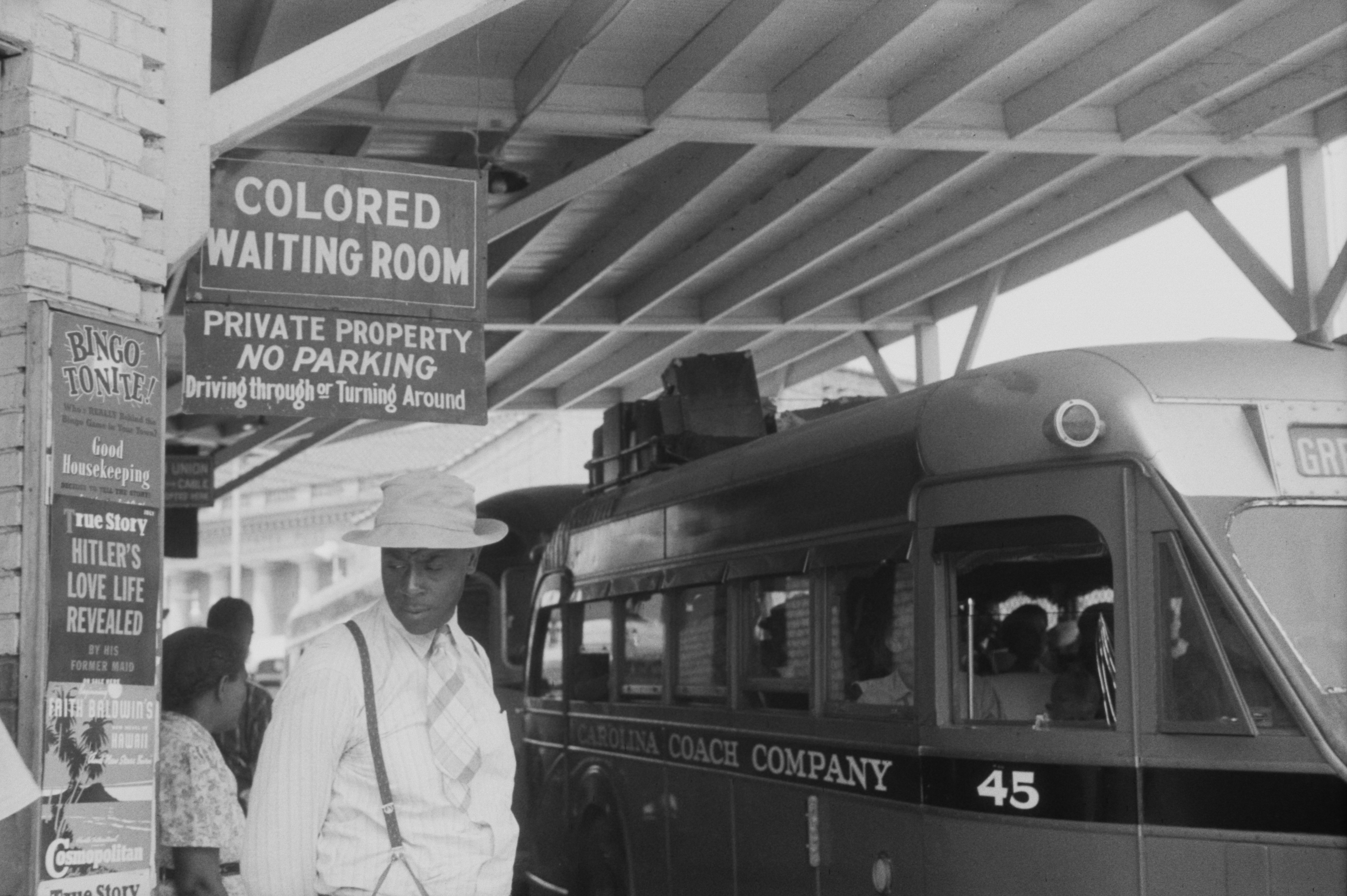
车站有色人种候车室，北卡罗莱纳杜伦1940

在查理斯·萨姆纳和本杰明·富兰克林·巴特勒的努力下，《1875年人权法案》得以出台，以保证每个人，无论种族、肤色、職業，都可以在公共场所，例如酒店、公共汽車、戲院和其它娱乐场所享有同等权利。这项法案产生的效应微乎其微。1883年最高法院决定判决这项法案在某些方面违宪，称国会无法控制个人或公司。当南方民主党白人在国会形成顽固的保守力量，超越了他们所应代表的人口数量时，国会再没有通过人权法案，直到1957年为止。
1887年，W·H·赫德牧师想州际商贸委员会递交投诉，指控佐治亚铁路公司歧视罪，称它为白人和有色人种提供不同的服务。公司成功利用隔离但平等的辩词开脱罪名。
1890年，路易斯安那州颁布法律，要求铁路隔离白人和有色人种。路易斯安那州法律将人种分为“白人”、“黑人”、“有色人种”（即混血儿）。该法规明确规定黑人禁止与白人列席，但是在1890年之前，有色人种可以与白人列席。对此关心的一群黑人、有色人种和白人在新奥尔良集会，希望能废除该法。组织推举1/8“黑人”的有色人种荷马·普莱西来测试法案。
在1892年，普莱西从新奥尔良东路易斯安那铁路公司购买了一张头等座车票，向乘务员告知自己的血统后他坐进了白人的座位。他被告知自己必须离开座位，在“有色人种”处坐席。普莱西拒绝，被立即逮捕。新奥尔良公民委员会将案件一直上诉到聯邦最高法院。在《普莱西诉弗格森案》(1896年)被判败诉，聯邦最高法院判决“隔离但平等”合乎宪法。这项判决导致长达58年对黑人和有色人种的歧视。美国最高法院在人权案件中(109 US 3，1883)称第十四条修正案并没有赋予联邦政府限制私人歧视的权利，在普莱西诉弗格森案(163 US 537，1896)中认为只要“隔离但平等”的情况下吉姆·克劳法是合乎宪法的。在随后的岁月当中，法院利用“隔离但平等”的空洞辞令来放任歧视法律，对长期的不平等行为视而不见。
在1908年，共和黨控制的国会阻止了在首都推行地面电车種族隔离的举措。

### 种族主义和辩护

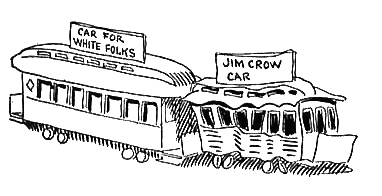
1904年漫画，“白人”和“吉姆·克劳”列车。虽然法律上吉姆·克劳“隔离但平等”，但实际上待遇颇低。约翰·T·麦卡琴

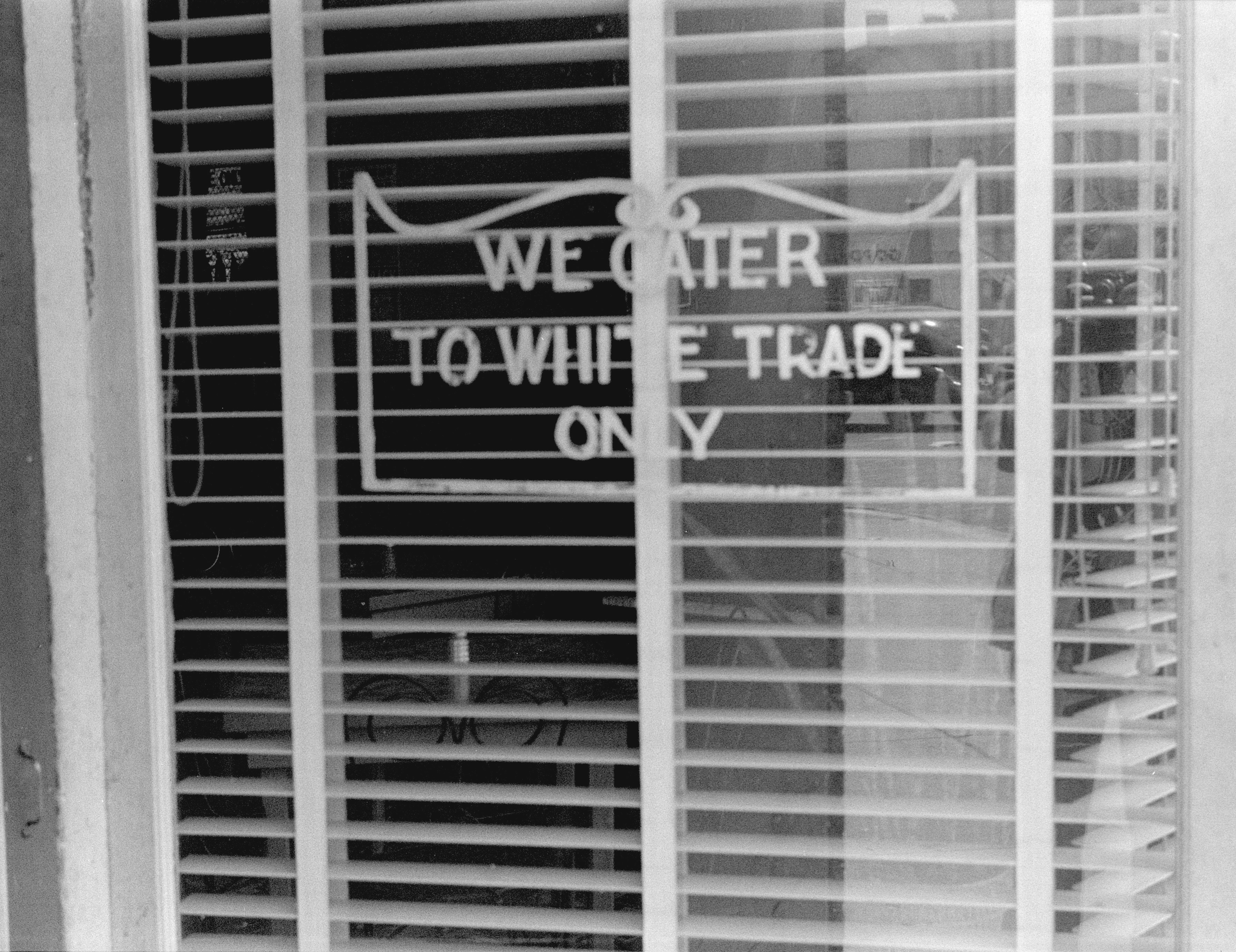
酒店的隔离标示，俄亥俄兰开斯特，1938

在奴隶制被废止后，南方白人在学习管理自由劳工上遇到问题。他们憎恨黑人，后者代表了内战邦联方的失败：“随着对白人优越主义的挑战在南方四起，许多白人试图通过威吓的方式重申他们过去的身份地位，阻止非裔美国人使用新权力。”民主党白人使用权力在公共场所和机构内实行种族隔离，用立法的方式在南方重新对黑人进行压迫统治。
在南方公共场合下对黑人进行系统性排斥的一个辩词是这是为他们好。二十世纪早期的一名学者认为白人学校接受黑人学生意味着“让他们持续承受不舒服的感觉和意见”，意味着“恐怖的种族意识”。这种观念将反黑人情绪合理化，因为当奴隶制在南方成为制度时，这种偏执早已根深蒂固了。
在国家在借助《吉姆·克劳法》推出强制种族隔离政策后，各企业、政党和工会等私人团体也随之建立了各自的黑人歧视条款，规定黑人不得在某些街区购房，不得或在某些商店工作或购物，不得从事某些行业的工作等。在1948年的“雪莱诉克雷默”案（334 US 1）中，美国最高法院曾经禁止某些形式的私人歧视行为，认为那些禁止将房屋出售给黑人或犹太人或亚洲人的限制性条款违反了宪法的规定，由于它们带有国家歧视性，所以只有在法院强制执行时才具有效力。但最高法院不愿打击其他形式的私人歧视规定。其理由是，私人团体的歧视性做法并没有违反宪法的平等保护条款，因为它们不属于该条款的“国家执行者”。

### 二战及战后

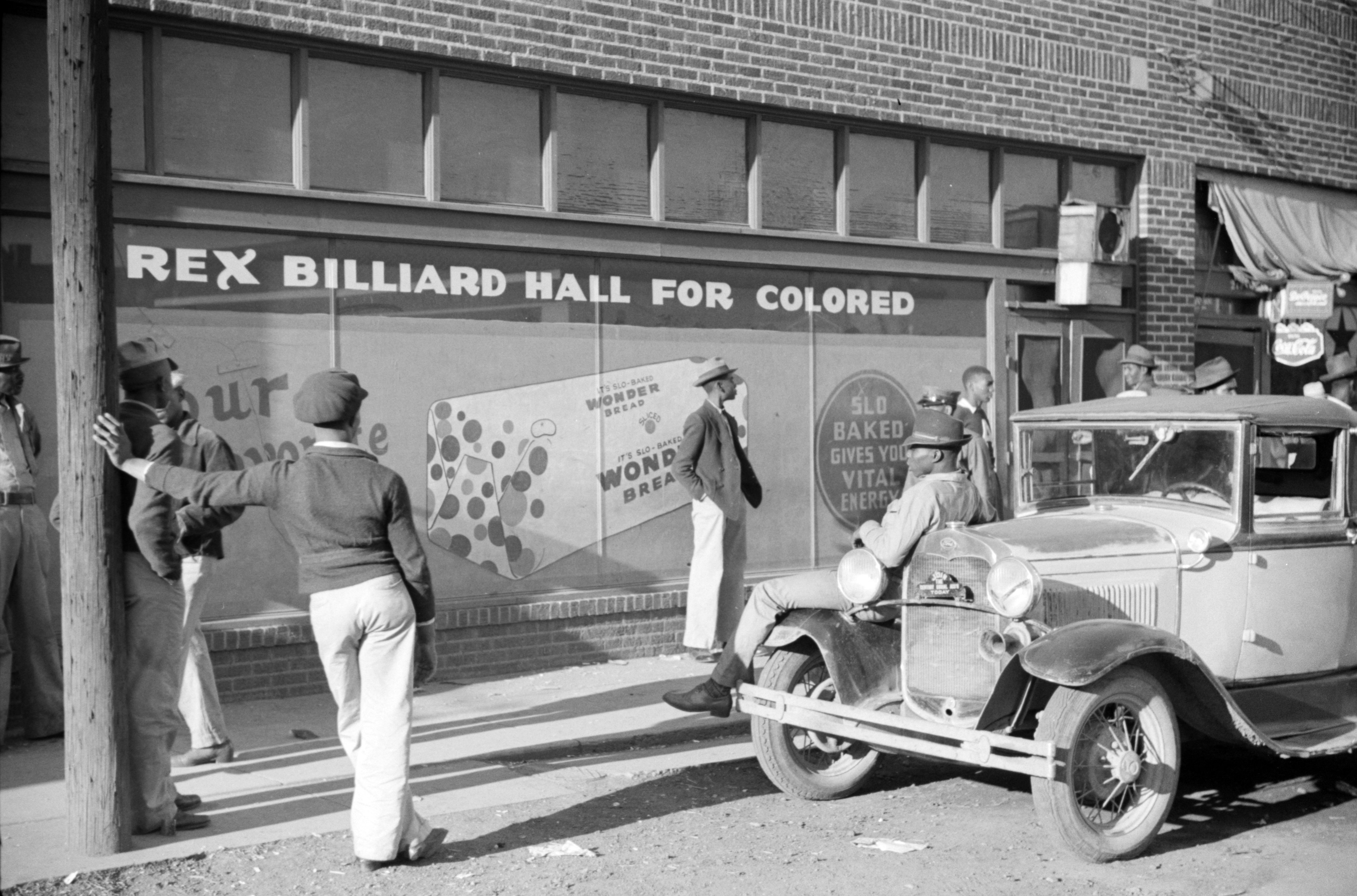
为“有色人种”开办的台球厅，田纳西孟菲斯，1939

1944年，美国最高法院大法官弗兰克·墨菲在是松诉美国案件中将“种族主义”填入了美国最高法院的意见当中。(323 U.S. 214，1944).他称在二战中强行转移日裔美国人使得法院陷入了“丑陋的种族主义深渊”当中。这是最高法院意见中首次出现“种族主义”(墨菲在斯蒂尔诉路易斯维尔和纳什维尔公司上两次使用了该词(323 192，1944)墨菲在其它五个案例中各使用了一次，但是当他离开法院时，“种族主义”在二十年内几乎没有再次使用过。该词汇在里程碑式的判决洛文诉弗吉尼亚州中再次出现，388 U.S. 1 (1967)。追随帕克斯的行为，马丁·路德·金带头组织了联合抵制蒙哥马利公车运动，但他们都不是第一次。在二十世纪三十到四十年代中，出现了无数次对种族隔离的抵制和示威。这些早期的示威达到了积极的效果，帮助激发政治运动。例如，匹斯堡城市联盟的K·勒罗伊·埃文斯就在1947年组织了反对员工歧视的示威活动，开始了他富有影响力的政治生涯。
美国最高法院于20世纪着手推翻违宪的《吉姆·克劳法》（黑人歧视法）。在1917年的“布坎南诉沃利”案（245 US 60）中，法院裁定肯塔基州的法律不得要求实施居住隔离政策。1946年，最高法院在“艾琳·摩尔根诉弗吉尼亚州”案中根据宪法的商业条款规定州际交通隔离的做法属于违宪行为。
二战后，非裔美国人开始积极挑战种族隔离政策，他们相信自己在战争中保家卫国所做出的牺牲理应让他们获得更多的权利，成为完全的美國公民。民权运动被一系列事件点燃，包括1946年二战老兵艾萨克·伍达德穿着制服受到虐待。在1948年民主黨总统哈利·杜鲁门颁布第9981号总统令，在军队里解除种族隔离政策。
民权运动声势浩大，并在联邦法院里得以应用，攻击吉姆·克劳法案和南方白人民主黨政府的相关政策。
对宪法的解释和对少数民族权利应用来说对于法院依然是个挑战。观察家例如伊恩·F·洛佩兹认为在二十一世纪初，最高法院倾向于安于现状。

## 衰落及废止

### 布朗诉托皮卡教育局案

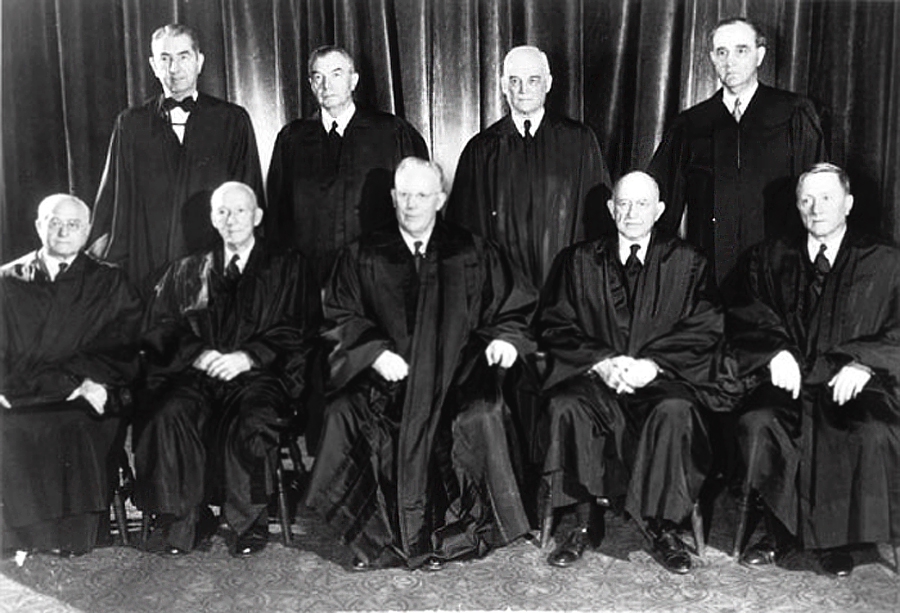
在布朗诉托皮卡教育局案中，以首席大法官厄尔·沃伦为首的美国最高法院一致同意，裁决公立学校的种族隔离违宪。

美国全国有色人种协进会法律委员会 和它的律师瑟古德·马歇尔向美国最高法院（沃伦法院）递交了里程碑式的诉讼布朗诉托皮卡教育局案，347 U.S. 483 (1954)。在1954年关键的决定中，最高法院全票逆转1896年 普莱西判决。最高法院认为用法律(按照法律的)在公立学校内实行种族隔离政策违宪。这项判决产生了极为深远的社会效应。依法隔离并没有被废止，直到1964年颁布了人权法案为止。历史所示对贫困生的教育不只是局限于小数民族，州郡依然在解决这一问题中。
1954年，以第14任首席大法官厄尔·沃伦为首的美国最高法院在“布朗诉托皮卡教育局案”（Brown v. Board of Education）中做出历史性判决，9位大法官全票通过（9-0），认为公立学校将公共设施进行分隔的做法在本质上具有不平等性。沃伦法院的该判决有效地推翻了“普莱西诉弗格森”案，并保护了黑人群体在社会其他领域中的合法权益。这一标志性案例涵盖了若干诉讼事件，其中包括特拉华州的“格布哈特诉贝尔顿”案、南卡罗来纳州的“布里格斯诉埃利奥特”案、维吉尼亚州的“戴维斯诉爱德华王子县教育局”案，以及华盛顿特区的“思博德·博林诉梅尔文·夏普”案。这些裁决使国家根据《吉姆·克劳法》施加的隔离政策逐渐退出历史舞台，在此过程中发挥作用的还有另外一些案件，如1950年的“麦克劳林诉俄克拉何马州评议委员会”案（339 US 637）、1958年的“全国有色人种协进会诉阿拉巴马州”（357 US 449），以及1960年的“博因顿诉弗吉尼亚州”案（364 US 454）。
法院判决并没有制止事实上或居民区学校的隔离政策。这种隔离在今天依然出现。很多城市系统开始关注经济和阶级隔离而不是种族隔离，并发现这一问题在所有种族的贫困生中都有出现。

### 公共场所
1955年，罗莎·帕克斯在公车上拒绝将座位让给白人。这种公民不服从行为成为民权运动重要的催化剂。她的行为，及其示威所造成的刺激导致一系列立法和判决，为推翻吉姆·克劳系统做出了贡献。

### 事实隔离的废除

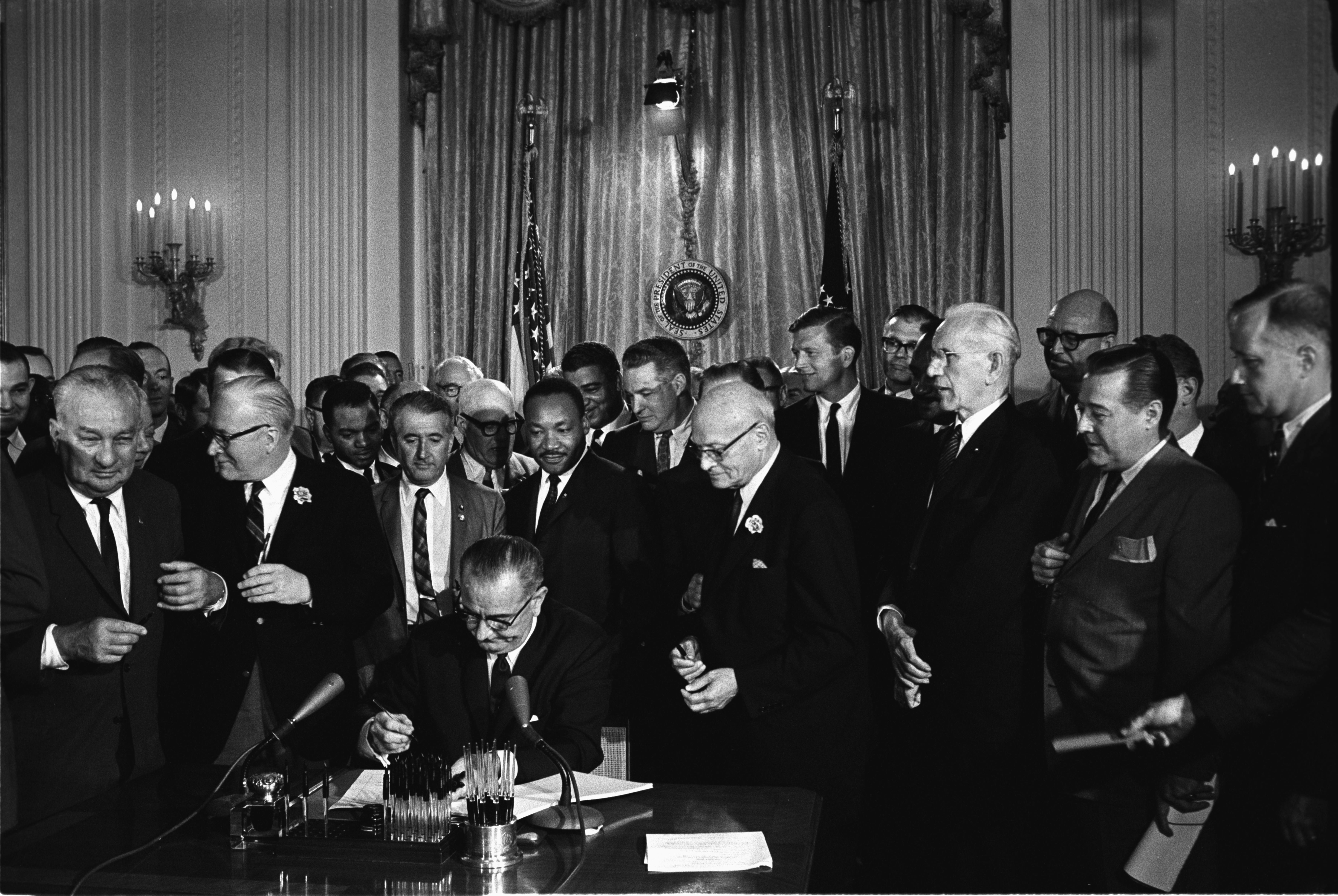
林登·约翰逊总统在一眾民權運動見證下签署了1964年民权法案。

1964年1月，民主黨总统林登·约翰逊会见了几位民权领导者。1月8日，他在首次发表国情咨文致辞时要求国会“让此届国会实现的公民权利超过以往一百年来国会在该领域取得的成果总和。”6月21日，民权工作者迈克尔·施维尔纳、安德鲁·古德曼和詹姆斯·钱尼消失在密西西比州的尼肖巴县失踪，他们曾在那里志愿参加作为密西西比夏季项目一部分的非洲裔选民登记活动。三位活动家的失踪引发了全国的注意，人们随之愤怒起来，约翰逊和民权活动家利用这个机会建立了北方民主党人和共和党人的联盟，并推动国会通过了《1964年民权法案》和《1965年投票权法案》。
1964年7月2日，约翰逊签署了具有历史意义的《1964年民权法案》。该法援用了商业条款，以禁止公共场所（私有餐馆、酒店、商店，以及私立学校和工作场所）中的歧视现象。这种商业条款的应用在1964年的亚特兰大之心汽车旅馆诉美国案（379 US 241）中，得到了美国最高法院（沃伦法院）的支持。而在国会两院中，北方民主党比北方共和党更加支持1964年民权法案，南方民主党比南方共和党也同樣如此。在美国众议院代表南方选区中，更多的民主党(7/94或7%)投了票，而共和党无以投票。就北方民主党而言，有145人投票(145/154或94%)支持法案，对比北方共和党(138/162或85%)。参议院所有的南方共和党投了反对票，南方民主党为(20/21或95%)。就1964年公民权法案来说，从支持度上看民主党比共和党支持的多，在北方的情形也是一样：北方民主单为98%(45/46)，共和党84%(27/32)。
到了1965年，反对国家剥夺公民权的斗争已经持续了一段时间，但总体上成效有限，并且在一些领域中几乎没有进展。1964年三位争取投票权的活动家在密西西比州遭到杀害后，国家拒绝起诉凶手，并随之出台了无数对黑人不利的暴力和恐怖主义法案，这引发了举国上下的关注。最后，1965年3月7日发生了一起州警官对和平游行者无端发起攻击的事件，这些遭袭者曾经穿越阿拉巴马州塞尔玛的埃德蒙·佩特斯大桥，后来来到位于蒙哥马利的国会大厦发起游行，其间并无过激行为。这一事件使总统和国会下定决心，克服了南方的阻力，实行了有效表决权，进行强制执行立法。约翰逊总统发出呼吁，强烈要求设立投票权法和听证会，并于其后出台了《投票权法案》。
最后，《1965年投票权法案》禁止了国家在所有联邦、州和地方选举投票中设置障碍，并且在选民投票率低的有可能存在歧视现象的县区设立了联邦监督和监测机构。

## 社会影响

### 异族婚姻

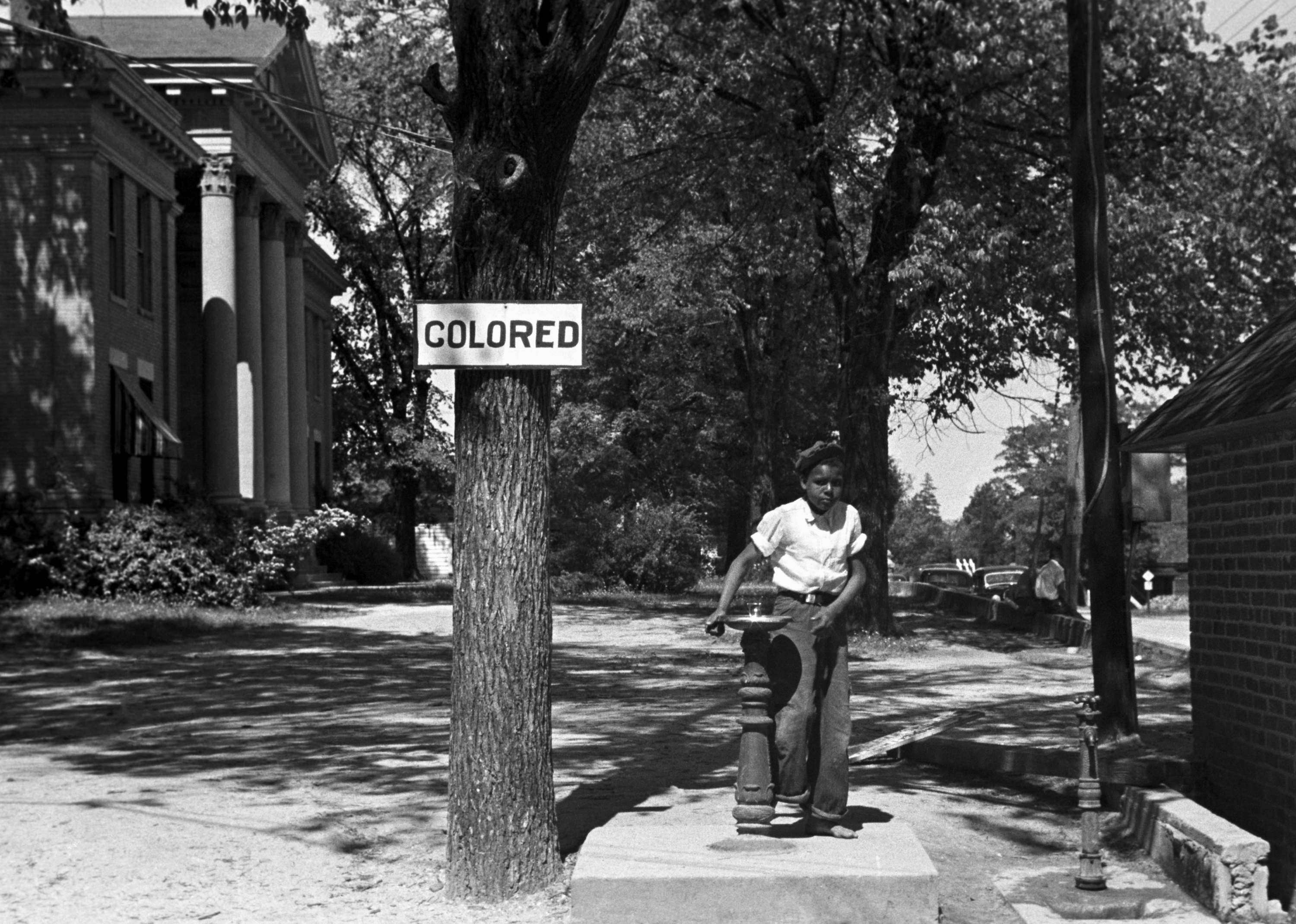
非裔美国青年在“有色人种”饮水池饮水北卡罗莱纳州哈利法克斯，1938年。

尽管常被认为是吉姆·克劳法的南方版本，南部各州的反异族通婚法依然被立法通过，禁止不同种族间通婚。这些南部各州的法律并没有被美国《1964年民权法案》所废除，直至1967年美国首席大法官厄尔·沃伦领导的美國最高法院在洛文诉弗吉尼亚州案中作出里程碑式的判决，判定各州的反异族通婚法违宪。沃伦大法官在判决意见书中写道：“选择与另一个种族的人结婚或不结婚是每个人的自由，只取决于个人，而不取决于各州（the freedom to marry, or not marry, a person of another race resides with the individual, and cannot be infringed by the State)。”

### 非裔美国人生活

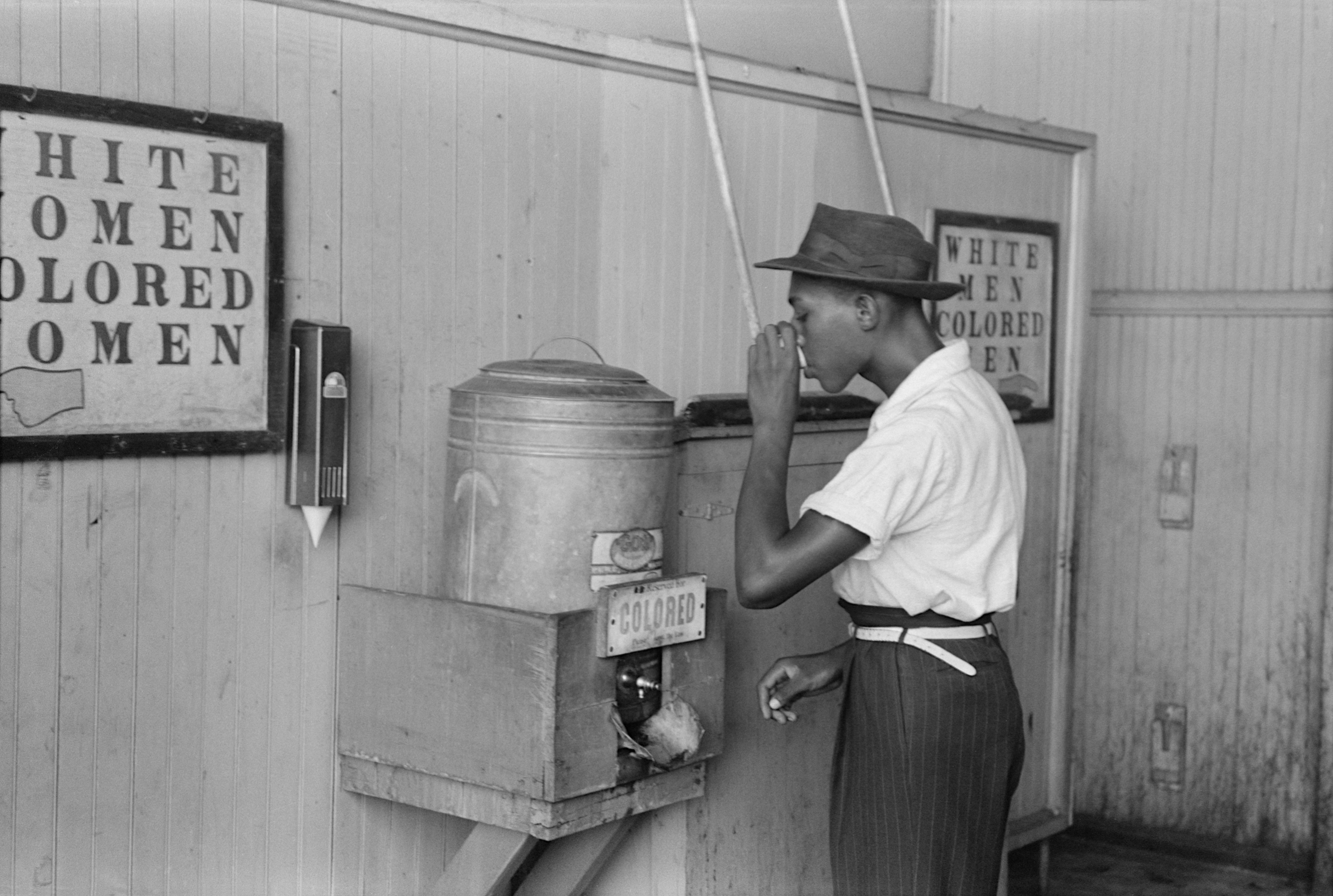
一個美國黑人正在一個特別為有色人種提供的飲水機旁飲水。奧克拉荷馬市，1939年

吉姆·克劳法与南方高私刑率成为二十世纪上半叶非裔美国人大迁徙（The Great Migration）的主要原因。由于南方机会不多，非裔美国人跑到北方城市寻求更好的生活，城市人口增加。据统计，1916-1970年间共有约600万非裔美国人从美国南部各州的乡村地区迁徙至美国东北部、中西部以及西部地区。
在二十世纪早期，虽然在吉姆·克劳年代生活困苦，很多非裔艺人和文学家获得了包括白人在内的承认。他们中有舞蹈家比尔·罗宾逊和尼古拉斯兄弟，爵士乐手如艾灵顿公爵和贝西公爵夫人，演员海蒂·迈克丹尼尔（1939年她成为获得奥斯卡金像奖第一位黑人，她因《乱世佳人》获得奥斯卡最佳女配角奖）。
非裔美国运动员在吉姆·克劳年代饱受歧视。白人阻挠他们参与很多组织性运动竞赛。拳击手杰克·约翰逊和乔·路易斯(两人都成为世界重量级拳击冠军)和田径运动员杰西·欧文斯(在柏林1936年夏季奥林匹克运动会获得四项金牌)都在此时争光。在棒球运动中，十九世纪八十年代的肤色线使得很多黑人无法参加美国职棒大联盟，导致黑人联盟诞生，涌现出很多杰出运动员。1947年，当杰基·罗宾森成为第一位职棒大联盟的非裔美国运动员时，他打破了肤色界限。棒球队在此后进行整合，使得二十世纪六十年代黑人运动员可以完全参加该项目。

### 后期法院案件
1971年，最高法院（伯格法院）在“斯旺诉夏洛特—梅克伦堡教育委员会”案中判决禁止校车在接送学生时采取种族隔离做法，以达到種族融合目的。
对宪法的解释和对少数民族权利应用来说对于法院依然是个挑战。观察家例如伊恩·F·洛佩兹认为在二十一世纪初，最高法院倾向于安于现状。

## 實例
- 交通運輸 餐厅隔离出口“白人”与“有色人种”，北卡罗来纳杜伦，1940

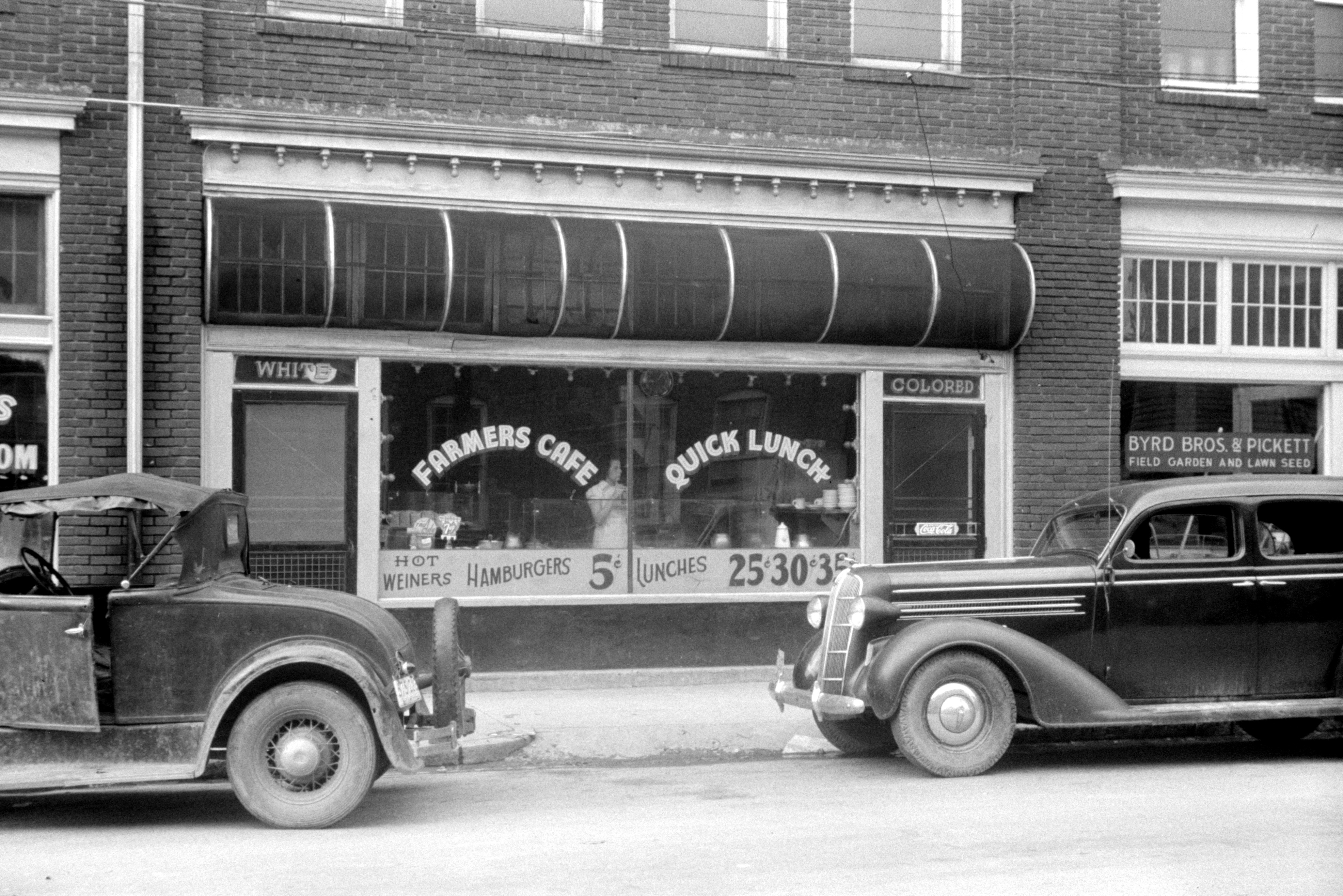
餐厅隔离出口“白人”与“有色人种”，北卡罗来纳杜伦，1940

  - 本州由任何運輸公司所經營所有車站應該為白人和有色人種提供分離的候車室或空間，和分離的售票窗口。（阿拉巴馬州） [35]
  - 所有鐵路公司及所有汽車或公車或任何軌道運輸系統，應該為白人和有色人種提供分開的車輛以旅行或運輸。（馬里蘭州）[35]
- 異族結婚
  - 高加索血統與尼格羅、蒙古人種、馬來人種或印度人種所結合的婚姻應該被宣佈無效。（亞利桑那州） [35]
  - 所有白人和黑人，或白人與四代內有黑人血統者之間的婚姻應被永久禁止。（佛羅里達州）[35]
- 同居
  - 任何未婚的黑人男性和白人女性，或白人男性和黑人女性，若同居在同一個房間，應各自處12個月以下徒刑，或罰款500元以下。（佛羅里達州）[35]
- 教育 《布朗訴托皮卡教育局案》前美國各州在教育方面實施種族隔離的情況

《布朗訴托皮卡教育局案》前美國各州在教育方面實施種族隔離的情況

  - 白人小孩與黑人小孩的學校應該分開經營。（佛羅里達州）[35]
  - 為了非洲裔小孩的教育，分離的學校應被設立；有色學童出席白人學校應是非法的，白人學童前往有色學校也是非法的。（密蘇里州）[35]
  - 教科書不應該在白人學校和有色學校間交流，該書應該被第一個使用的種族繼續使用。（北卡羅來納州）[35]有的餐厅对所有人一视同仁，但州郡法律通常要求隔离。
- 餐廳

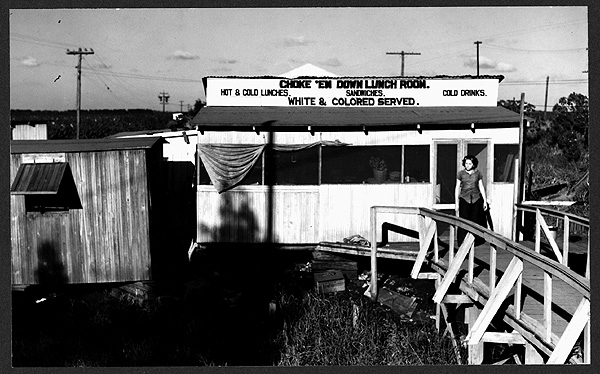
有的餐厅对所有人一视同仁，但州郡法律通常要求隔离。

  - 所有餐廳經營者，應該提供專一白人服務或專一有色人種服務，而且不該在同一房間同時為不同人種服務。（喬治亞州）[35]
- 業餘籃球
  - 白人業餘籃球隊在預留給黑人籃球隊的場地兩個街區內打籃球是非法行為，黑人籃球隊在白人籃球隊兩街區內打球也是非法的。（喬治亞州）[35]
- 住宅
  - 在一個全白人公寓租房間給黑人，或在一個全黑人公寓出租房間給白人，應處不少於25元，不多於100元的罰款，或服不少於10日，不多於60日的刑期，或罰款和服刑兩者一起，如果法院決定。（路易斯安那州）[35]
- 提倡平等
  - 所有印刷、出版或流通或公然展示有關支持社會平等或跨種族婚姻的資訊、論據或建議是有罪的，應被處以不少於500元的罰款或不少於6個月的刑期或兩者一起。（密西西比州）[35]
- 休閒活動
  - 委員會有權對白人與有色種族間的釣魚、划船和沐浴進行種族隔離。（奧克拉荷馬州）[35]
- 電話亭
  - 白人與有色種族應該有分離的電話亭。（奧克拉荷馬州）[35]

## 更多阅读
- Ayers, Edward L. The Promise of the New South. New York: Oxford University Press, 1992.
- Barnes, Catherine A. Journey from Jim Crow: The Desegregation of Southern Transit. New York:Columbia University Press, 1983.
- Bartley, Numan V. The Rise of Massive Resistance: Race and Politics in the South during the 1950s. Baton Rouge, LA: Louisiana State University Press, 1969.
- Bond, Horace Mann. "The Extent and Character of Separate Schools in the United States." Journal of Negro Education vol. 4 (July 1935), pp. 321–327.
- Chin, Gabriel, and Karthikeyan, Hrishi. Preserving Racial Identity: Population Patterns and the Application of Anti-Miscegenation Statutes to Asians, 1910 to 1950, 9 Asian L.J. 1 (2002) （页面存档备份，存于）
- Campbell, Nedra. More Justice, More Peace: The Black Person's Guide to the American Legal System. Lawrence Hill Books; Chicago Review Press, 2003.
- Cole, Stephanie and Natalie J. Ring (eds.), The Folly of Jim Crow: Rethinking the Segregated South. College Station, TX: Texas A&M University Press, 2012.
- Dailey, Jane; Gilmore, Glenda Elizabeth and Simon, Bryant (eds.), Jumpin' Jim Crow: Southern Politics from Civil War to Civil Rights. 2000.
- Delany, Sarah; Delany, A. Elizabeth; and Hearth, Amy Hill. Having Our Say; The Delany Sisters' First 100 Years. Thorndike, ME: G.K. Hall & Co., 1993.
- Fairclough, Adam. "‘Being in the Field of Education and Also Being a Negro…Seems…Tragic’: Black Teachers in the Jim Crow South." Journal of American History vol. 87 (June 2000), pp. 65–91.
- Feldman, Glenn. Politics, Society, and the Klan in Alabama, 1915–1949. University of Alabama Press, 1999.
- Harvey Fireside,  Separate and Unequal: Homer Plessy and the Supreme Court Decision That Legalized Racism,  2004. ISBN 0-7867-1293-7
- Foner, Eric. Reconstruction, America's Unfinished Revolution, 1863–1877: America's Unfinished Revolution, 1863–1877. New York: Harpercollins, 1988.
- Gaines, Kevin. Uplifting the Race: Black Leadership, Politics, and Culture in the Twentieth Century University of North Carolina Press, 1996.
- Gaston, Paul M. The New South Creed: A Study in Southern Mythmaking New York: Alfred A. Knopf, 1970.
- Gilmore, Glenda Elizabeth. Gender and Jim Crow Women and the Politics ... in North Carolina, 1896–1920 (1996)
- Griffin, John Howard Black Like Me. New York: Signet, 1996.
- Haws, Robert, ed. The Age of Segregation: Race Relations in the South, 1890–1945 University Press of Mississippi, 1978.
- Hackney, Sheldon. Populism to Progressivism in Alabama (1969)
- Johnson, Charles S. Patterns of Negro Segregation Harper and Brothers, 1943.
- Klarman, Michael J. From Jim Crow to Civil Rights: The Supreme Court and the Struggle for Racial Equality. New York: Oxford University Press, 2004
- Litwack, Leon F.. Trouble in Mind: Black Southerners in the Age of Jim Crow. New York: Alfred A. Knopf: 1998.
- Lopez, Ian F. Haney. "A nation of minorities": race, ethnicity, and reactionary colorblindness（页面存档备份，存于）. Stanford Law Review, February 1, 2007.
- Kantrowitz, Stephen. Ben Tillman & the Reconstruction of White Supremacy (2000)
- McMillen, Neil R. Dark Journey: Black Mississippians in the Age of Jim Crow. Urbana, IL: University of Illinois Press, 1989.
- Medley, Keith Weldon. We As Freemen: Plessy v. Ferguson. Pelican. March, 2003.
- Murray, Pauli. States' Law on Race and Color. University of Georgia Press. 2d ed. 1997 (Davison Douglas ed.). ISBN 978-0-8203-1883-7
- Myrdal, Gunnar. An American Dilemma: The Negro Problem and Modern Democracy. New York: Harper and Row, 1944.
- Newby, I.A. Jim Crow's Defense: Anti-Negro Thought in America, 1900-1930. Baton Rouge, LA: Louisiana State University Press, 1965.
- Percy, William Alexander. Lanterns on the Levee: Recollections of a Planter's Son. 1941. Reprint, Baton Rouge, LA: Louisiana State University Press, 1993.
- Rabinowitz, Howard N. Race Relations in the Urban South, 1856–1890 (1978)
- Smith, J. Douglas. Managing: Race, Politics, and Citizenship in Jim Crow Virginia University of North Carolina Press, 2002.
- Smith, J. Douglas. "The Campaign for Racial Purity and the Erosion of Paternalism in Virginia, 1922–1930: "Nominally White, Biologically Mixed, and Legally Negro.’" Journal of Southern History vol. 68 (February 2002), pp. 65–106.
- Smith, J. Douglas. "Patrolling the Boundaries of Race: Motion Picture Censorship and Jim Crow in Virginia, 1922–1932." Historical Journal of Film, Radio, and Television 21 (August 2001): 273–91.
- Sterner, Richard.   The Negro's Share (1943) detailed statistics
- Woodward, C. Vann. The Strange Career of Jim Crow. 1955.
- Woodward, C. Vann. The Origins of the New South: 1877–1913 (1951).